# Chuck Dunlap
Chuck Dunlap (* 1954 oder 1955 in Oklahoma City) ist ein US-amerikanischer Country- und Folkmusiker.

## Biografie
Dunlap kam in Oklahoma City als Sohn eines Baptisten zur Welt und wuchs in selbiger Stadt auf. In seiner Kindheit sang er im Kirchenchor. Während seiner Zeit an der High School begann er, Songs zu schreiben und in Cafés und Bars aufzutreten.
Im Jahr 1972 zog er nach Stillwater und begann ein Studium der Massenkommunikation an der Oklahoma State University, das er nach einem Jahr aus finanziellen Gründen abbrach. Als Student lernte er seine heutige Ehefrau Victoria Robinson kennen.
In Stillwater knüpfte er auch Kontakte zu Musikern wie Jimmy LaFave, Tom Skinner und Bob Childers und trat regelmäßig auf. Diese Periode, in der er sich mit anderen Künstlern der Szene in der Anti-Atomkraft-Bewegung engagierte, gilt heute als Entstehungszeit der Red Dirt Music.
Dunlap verließ Stillwater bereits um 1980, also bevor die Red-Dirt-Musik an überregionaler Bedeutung gewannen. Er lebte zunächst in Arkansas und zog später nach Washington. Hauptberuflich arbeitete er als Schreiner, kehrte aber regelmäßig für Konzerte nach Oklahoma zurück. Seit dem Jahr 2013 lebt er wieder in Stillwater. Seinen Beruf als Schreiner hat er aufgegeben.
Zu Dunlaps bekanntesten Liedern gehört My Baby, das in der Fernsehserie Saving Grace Verwendung fand. Der Titel Drop Of Stillwater, den er Ende der 1970er verfasste, belegte 2003 beim Woody Guthrie Folk Festival den dritten Platz.

## Diskografie
- Natural Finish
- 1980: Daze Gone By
- 2002: From the Heart
- 2005: Journeyman
- 2013: Roadworthy